# Костилково
Костилково е село в Южна България. То се намира в община Ивайловград, област Хасково.

## География
Село Костилково се намира в планински район.

## История
Село Костилково е било гръцко преди Балканските войни. Според непроверени спомени на бивши жители, по-старото му гръцко или турско име е било Чекердекли и преди изселдването на гръцките жители в него са живяли няколкостотин човека, в около 80 къщи/домакинства. След като бива присъединено към България, всичките му жители го напускат и се изселват в Гърция, а на тяхно място се заселват български преселници от Мала Азия, завръщащи се в родината си. Те на свой ред се преселват в градовете след кооперирането през 1958.
Костилково е село, сгушено между черничеви дървета и тишина. Напуснато от населението си в средата на XX в., селото е имало само петима обитатели – възрастни хора, които преживяват, като обработват земята и гледат животни. Напоследък по уличките му могат да бъдат срещнати младежи – членове и симпатизанти на Селище Зелено Училище или просто приятели.
Черен път е единствената връзка на изоставеното село с околните населени места. В него няма магазини, публични институции, предприятия. Няколкото обитатели все още помнят живота от миналото, както и старите занаяти като грънчарство, бубарство, плетене на кошове и рогозки, тъкане, пчеларство.